# Jahvon Blair
Jahvon Henry-Blair (Oakville, 27 marzo 1998) è un cestista canadese.

## Carriera
Con il Canada ha disputato i Campionati americani del 2022.